# Горец (сезон 2)
Второй сезон международного фантастического сериала сериала «Горец» часть одноимённой франшизы состоял из 22 серий, вышедших в 1993—1994 годы. Первая серия второго сезона вышла 27 сентября 1993 года на нескольких телекомпаниях, последняя вышла 23 мая 1994 года. В продолжении сериала рассказывается о приключениях Дункана Маклауда, 400-летнего бессмертного, который может погибнуть только после обезглавливания, ему неизбежно приходится участвовать в общем конфликте бессмертных, сражающихся друг с другом насмерть, в итоге должен остаться один.

## Съёмки
Первый сезон сначала вышел именно в США, поскольку в 1993 году агент по продажам Rysher Entertainment продал сериал на американский рынок в связи с решением финансировать съёмки нового сезона. К этому моменту европейские партнёры всё ещё не выпустили в эфир первый сезон, так что решение принял Rysher. Готовый к риску, Rysher объявил, что будет продюсировать второй сезон.
Было восстановлено соглашение о совместном производстве сериала между французской и канадской стороной, хотя несколько партнёров поменялись. Киностудии Gaumont Television (Франция), Rysher TPE (США) и Reteitalia (Италия) согласились возобновить свое участие в новом сезоне. Ведущий французский телеканал TF1 был вынужден отказаться от участия в проекте, поскольку закон уже не позволял квалифицировать фильм, снятый на английском языке, как французский. На смену TF1 пришёл небольшой французский телеканал M6, которому было это позволено.

## В ролях
В ходе сезона основной состав претерпел некоторые изменения. Эдриан Пол (Дункан Маклауд) и Стэн Кирш (Ричи Райан) сыграли свои роли, но Александра Вандернот, игравшая роль французской художницы Тессы Ноэль решила покинуть сериал. Вандернот снялась только в первых четырёх сериях сезона, её персонаж погиб в четвёртой серии „The Darkness“. Тем не менее, она вернулась в сериал в качестве приглашённой звезды, сыграв роль убийцы Лизы Холл в двухсерийном эпизоде „Counterfeit“.
В сезоне также снялись новые актёры: Джим Бёрнс сыграл роль Наблюдателя (тайное общество для наблюдения за бессмертными без участия в Игре) Маклауда Джо Доусона в первой серии „Наблюдатели“ второго сезона. Филипп Эйкин сыграл роль Чарли де Сальво, инструктора боевых искусств и бывшего бойца SEAL в сериях 3-15. После гибели Тессы Маклауд покупает у де Сальво зал единоборств и там проживает. После переноса съёмок в Париж на место Эйкина пришёл актёр Мишель Модо, сыгравший в сериях 16-22 роль Мориса Лалонда, владельца баржи, соседней с Маклаудом.
Роли персонажей, появляющихся в нескольких сериях сыграли: Элизабет Грэйсен (Аманда), Роланд Гифт (Ксавье Сен-Клод), Питер Хадсон (Джеймс Хортон, зять Доусона и глава Охотников, группы Наблюдателей-ренегатов, считающих что бессмертных нужно уничтожить. В сезоне появились новые персонажи: бессмертный баскетболист Карл Робинсон (Брюс Янг), специальный агент Командования по криминальным расследованиям армии США Рене Делейни (Трэвис), бессмертный наставник Ребекка Хорн (Надя Кэмерон)

## Критика
В течение ноября 1993 года эпизод просмотрели 4,1 % зрителей в возрасте от 18 до 49 лет, что на 17 % выше показателя рейтинга (3.5) чем в предыдущий год. Средний показатель по домашним просмотрам для всех периодов дня составил 2.7/9. Таким образом рейтниг сериала в ключевых демографических группах вырос с 40 до 50 %. В ходе февральских просмотров рейтинг достиг 4.6.
Рик Санчес, работник сайта IGN отметил, что пилотная серия «The Watchers» (Наблюдатели) показывает «гигантский скачок в качестве и стиле сериала и в дальнейшем становится всё лучше и лучше от серии к серии» и что «второй сезон превосходит первый по любому показателю, который можно вообразить». Санчес дал сезону общий рейтинг 8 из 10. Две серии были номинированы на премию Golden Reel Award ассоциации Motion Picture Sound Editors в категории одночасовых серий. Серия «The Darkness» — за звуковой монтаж и серия «The Zone» за дубляж.
Сэмюэль Роберт Лихтер, президент центра по делам общества и СМИ (Center for Media and Public Affairs) провёл исследование в феврале 1994 года где установил, что второй сезон является произведением синдикатов с наибольшим уровнем насилия за сезон 1993—1994. В исследовании были отмечена 31 сцена насилия в только в первой серии. Шаррет также признал, что сериал подвергся негативной критике за чрезмерную жестокость. Абрамовиц не согласился с жестокостью сериала «Горец» и подчеркнул, что штатные сценаристы «усердно работают над тем, чтобы Маклауд не получал удовольствия причиняя смерть». Горд указал на неграфический характер насилия в сериале и сравнил бессмертных с вампирской мифологией, сказав: «Вампир сосёт немного крови, и вы протыкаете его колом в сердце, и никто не воспринимает это всерьез.». Стивен Майер, исполнительный финансовый консультант второго сезона, отметил, что обезглавливание в «Горце» делает сериал «чрезвычайно жестоким», но настаивает, что насилие в сериале отображено «неграфическими способами» и «сильно стилизовано».

## Серии
| № общий | № в сезоне | Название                                             | Режиссёр                  | Автор сценария                                      | Дата премьеры    | Произв. код |
| --- | ---------- | ---------------------------------------------------- | ------------------------- | --------------------------------------------------- | ---------------- | ----------- |
| 23 | 1          | «Наблюдатели (The Watchers)»                         | Клэй Боррис               | Мари-Шанталь Дрони                                  | 27 сентября 1993 | 93201-23    |
| Маклауд, Тесса и Ричи возвращаются в Секоувер с целью найти убийц Дария. И поиски не могли не привести его в книжную лавку фолиантов. Дункан замечает у хозяина лавки Джо Доусона странную татуировку на запястье. Именно от Джо Доусона Маклауд узнает о таинственных стражах, которые объединены в своеобразный рыцарский орден. |            |                                                      |                           |                                                     |                  |             |
| 24 | 2          | «Уроки света (Studies in Light)»                     | Питер Эллис               | Наоми Янсен                                         | 4 октября 1993   | 93202-24    |
| Бессмертный Грегор приглашает своего друга Маклауда на выставку, где показываются его фотоработы. Все фотографии буквально пестрят сценами, связанными с насилием. На выставке он встречает знакомых, среди которых его постаревшая возлюбленная. Так как рассказать о своем Бессмертии он не может, Дункан говорит, что он внук Дункана Маклауда. Но фотографии со сценами насилия не перестают волновать Дункана. |            |                                                      |                           |                                                     |                  |             |
| 25 | 3          | «Превращение (Turnabout)»                            | Клэй Боррис               | Дэвид Тиннан                                        | 11 октября 1993  | 93203-25    |
| Впервые посетив спортзал Чарли ДеСалво, Маклауд и Ричи встречают старого приятеля - Майкла Мура, который мечтает покончить с преследующим его Бессмертным Квентином Барнсом. А ведь буквально вчера Маклауд уже слышал о Барнсе. |            |                                                      |                           |                                                     |                  |             |
| 26 | 4          | «Тьма (The Darkness)»                                | Паоло Барзман             | Кристиан Буверон и Лоуренс Шор                      | 18 октября 1993  | 93204-26    |
| Ещё в девятнадцатом веке цыганка напророчила Дункану, что он никогда не женится. Вряд ли предсказание сбудется – Маклауд неожиданно делает Тэссе предложение в баре. Встреченная там предсказательница Грета предрекает Тэссе беду, и ясновидение сбывается – Тэсса похищена Паллином Вольфом – наблюдателем, который отступился от правил и убивает Бессмертных ради развлечения. В довершение всего, освобожденная Дунканом Тэсса трагически гибнет от рук случайного ночного грабителя, который стреляет и в Ричи... |            |                                                      |                           |                                                     |                  |             |
| 27 | 5          | «Око за око (Eye For An Eye)»                        | Деннис Берри              | Элизабет Бакстер и Мартин Брусселле                 | 25 октября 1993  | 93205-27    |
| Смерть Тэссы тяжело переживается Дунканом, даже Ричи не может поддержать его, так как пытается сжиться с мыслью о собственном бессмертии. Став свидетелями террористического акта и пытаясь его предотвратить, Маклауд и Ричи попадают в переплет, в результате которого погибает один из террористов, а второй, которым оказывается женщина, начинает мстить. |            |                                                      |                           |                                                     |                  |             |
| 28 | 6          | «Гетто (The Zone)»                                   | Клэй Боррис               | Питер Мохан                                         | 1 ноября 1993    | 93206-28    |
| В городских трущобах, которые называются Гетто, убит один из Наблюдателей. Джо Доусон просит Маклауда выяснить, не является ли Канаан, контролирующий трущобы, Бессмертным. Для этого Дункан должен отправиться в самый центр городского Гетто. |            |                                                      |                           |                                                     |                  |             |
| 29 | 7          | «Возвращение Аманды (The Return of Amanda)»          | Деннис Берри Dennis Berry | сценарий Гая Мюллали, телепостановка Дэвида Тинана. | 8 ноября 1993    | 93207-29    |
| Аманда, которая вновь возникла в жизни Дункана, в очередной раз пытается встать на праведный путь и покончить с образом жизни, связанным с преступлениями. Маклауд, слышавший это уже не первый раз, мало верит подобным заверениям и оказывается прав, замечая, что за Амандой следят. Дункан думает, что Наблюдатели, но это федеральные агенты. |            |                                                      |                           |                                                     |                  |             |
| 30 | 8          | «Месть меча (Revenge of the Sword)»                  | Клэй Боррис               | Обри Соломон                                        | 15 ноября 1993   | 93208-30    |
| Звезда фильма о боевых искусствах – Джимми Сан - является учеником Чарли ДеСалво. Во время съемок очередного фильма в спортзале, теперь принадлежащем Дункану, происходит убийство одного из актёров. Здесь не может быть случайности, решает Маклауд, и наверняка сам Джимми в опасности. Вместе с Чарли ДеСалво он решает защитить парня. |            |                                                      |                           |                                                     |                  |             |
| 31 | 9          | «Беги, чтобы выжить (Run For Your Life)»             | Деннис Берри              | Наоми Янсен                                         | 22 ноября 1993   | 93209-31    |
| Полицейский с белым цветом кожи и таинственной татуировкой на запястье чуть не убивает чернокожего Карла Робинсона, бывшего раба, имеющего надежду на свободное будущее, но в очередной раз став жертвой расизма. Но если Карл думает о расизме, то Маклауд знает наверняка, что полицейский Картер – отступник Наблюдатель, который ведет охоту на Бессмертных. |            |                                                      |                           |                                                     |                  |             |
| 32 | 10         | «Эпитафия Томми (Epitaph for Tommy)»                 | Клэй Боррис               | Филипп Джон Тейлор                                  | 29 ноября 1993   | 93210-32    |
| Столкнувшись утром во время пробежки с Бессмертным Галеном, Маклауд принимает бой, но вдруг, прервав его внезапно, Гален кидается наутек и сбивает мчащимся автомобилем парня. Смерть молодого человека, который оказался журналистом по имени Томми, кажется Дункану не случайной, и он начинает расследование. |            |                                                      |                           |                                                     |                  |             |
| 33 | 11         | «Боец (The Fighter)»                                 | Питер Эллис               | Морри Рувински                                      | 31 января 1994   | 93211-33    |
| Томми Салливан – бывший боксер и друг Маклауда, просит его оказать поддержку бойцу Джорджу, которого он тренирует, на что Дункан в итоге соглашается. В это же время Чарли помогает Томми ухаживать за молоденькой официанткой. Но идиллию нарушает смерть конкурента Салливана, пытавшегося переманить Джорджа, - его находят умершим в результате насильственной смерти. Маклауд начинает подозревать старого друга в нечестной игре.                                                                                 |            |                                                      |                           |                                                     |                  |             |
| 34 | 12         | «Под знаменем власти (Under Color of Authority)»     | Клэй Боррис               | Питер Мохан                                         | 7 февраля 1994   | 93212-34    |
| Бессмертный, преследующий на улице молодую девушку Лауру, вынужден прекратить преследование, столкнувшись с Ричи. Помогая Лауре скрыться, Ричи узнает, что она убегает от жестокого мужа, который обвинил её в несуществующей краже. Но Бессмертный, который гнался за Лаурой, обладает слишком хорошей репутацией, чтобы поверить словам девушки. Маклауд решает разобраться, что в самом деле произошло. |            |                                                      |                           |                                                     |                  |             |
| 35 | 13         | «Благослови дитя (Bless the Child)»                  | Клэй Боррис               | Элизабет Бакстер и Мартин Брусселле                 | 14 февраля 1994  | 93213-35    |
| Мать Сара Лайтфут с ребенком убегает от преследования человека, который хочет отнять у неё кроху. К счастью в лесу она встречает Маклауда и Чарли, которые волею судьбы застряли на дороге в лесу. Как не помочь матери, желающей спасти своё дитя. Дункан с другом бросаются ей помочь спастись от преследования. |            |                                                      |                           |                                                     |                  |             |
| 36 | 14         | «Союз нечестивых, часть 1 (Unholy Alliance, Part 1)» | Питер Эллис               | Дэвид Тиннан                                        | 21 февраля 1994  | 93214-36    |
| Странные обстоятельства, которые повлекли за собой убийства нескольких Бессмертных, не могли не вызвать резонанса в кругу посвященных. О смерти себе подобных Дункан узнает от Джо Доусона. Оказывается, действуя не по Правилам, но и не нарушая их, Бессмертный убивает других с помощью людей. Маклауд узнает, кто стоит за всем этим - Ксавье Сент-Клод. Найдя его убежище и вступив в бой, Дункан не доводит поединок до конца – из-за внезапного появления Стража-отступника.                                     |            |                                                      |                           |                                                     |                  |             |
| 37 | 15         | «Союз нечестивых, часть 2 (Unholy Alliance, Part 2)» | Питер Эллис               | Дэвид Тиннан                                        | 28 февраля 1994  | 93215-37    |
| Потеря дружеских отношений между Маклаудом и Джоржем не помешала последнему тайно дать ему адрес, по которому скрываются Хортон и Ксавье Сент-Клод. Новый бой опять не завершен, но Маклауд преследует врагов по пятам. Следующая их встреча будет уже в Париже, куда Маклауд в поисках врагов прибывает вместе с агентом Рене Деляйн. |            |                                                      |                           |                                                     |                  |             |
| 38 | 16         | «Вампир (The Vampire)»                               | Деннис Берри              | Дж.П. Кутюр                                         | 7 марта 1994     | 93216-38    |
| Бессмертный Вард, женящийся ради наследства на богатых женщинах и убивающий их после свадьбы, выбрал своей следующей жертвой дочь приятеля Дункана Маклауда. По наводке Доусона Дункан отправляется на его поиски. |            |                                                      |                           |                                                     |                  |             |
| 39 | 17         | «Поджигатель войны (Warmonger)»                      | Бруно Жантильон           | Кристиан Буверон и Лоуренс Шор                      | 14 марта 1994    | 93217-39    |
| Бессмертный Артур Дрейк, центр огромного зла, связан с Дунканом клятвой о ненападении. Но сдержит ли Маклауд обещание в свете последних ужасных событий? |            |                                                      |                           |                                                     |                  |             |
| 41 | 19         | «Наследие (Legacy)»                                  | Деннис Берри              | Элизабет Бакстер                                    | 25 апреля 1994   | 93219-41    |
| Аманда, появившись как всегда внезапно, рассказывает об убийстве своей близкой подруги и наставницы Ребекки. Она даже знает имя убийцы. Каждому своему ученику Ребекка давала кусочек очень древнего кристалла. По легенде собравший их все вместе сможет создать Талисман, который сделает его непобедимым... |            |                                                      |                           |                                                     |                  |             |
| 42 | 20         | «Блудный сын (Prodigal Son)»                         | Паоло Барзман n           | Дэвид Тиннан                                        | 2 мая 1994       | 93220-42    |
| Ричи постоянно преследует незнакомый Бессмертный, подставляя его подозреваемым в убийствах, которые совершает сам. Маклауд, как наставник, должен помочь Ричи, но вслед за ним на Дункана выходит «охотник» Мартин Хайд. Получается, Ричи выдал Дункана |            |                                                      |                           |                                                     |                  |             |
| 40 | 18         | «Дочь Фараона (Pharaoh's Daughter)»                  | Деннис Берри              | Кристиан Буверон и Лоуренс Шор                      | 9 мая 1994       | 93218-40    |
| Открыв саркофаг со старинной египетской мумией внутри, Маклауд находит Нефертири, которая была похоронена вместе со своей госпожой Клеопатрой. Воскрешенная Нефертири винит в смерти своей госпожи и гибели Египта римского полководца, которому она жаждет отомстить. |            |                                                      |                           |                                                     |                  |             |
| 43 | 21         | «Подделка, часть I (Counterfeit, Part 1)»            | Паоло Барзман             | Сценарий Дэвида Тиннана; телесценарий Брэда Райта   | 16 мая 1994      | 93221-43    |
| Люди с татуировками нападают на Ричи, но его спасает Пит Уайлдер. Ричи думает, что нашёл нового друга, но Маклауд считает, что тот специально подстроил нападение. Подобный разлад приводит к серьёзной ссоре. Ведь никому не известно, что ситуацию подстроил Джеймс Хортон. |            |                                                      |                           |                                                     |                  |             |
| 44 | 22         | «Подделка, часть 2 (Counterfeit, Part 2)»            | Деннис Берри              | Дэвид Тиннан                                        | 23 мая 1994      | 93222-44    |
| В Париж приезжает Джо Доусон, чтобы сообщить о том, что Хортон жив. Маклауд случайно знакомится с девушкой, как две капли воды похожей на Тессу. Джо и Ричи встревожены, но на самого Доусона совершено неожиданное покушение. |            |                                                      |                           |                                                     |                  |             |

## Домашний выход сериала
| «Горец» второй сезон | | | |
| Детали выпуска | Детали выпуска | Детали выпуска | Специальные особенности |
| - 22 серии - 8-дисковый выпуск (7 DVD и 1 CD-ROM) - 1.33:1 полный экран - Английский (Dolby Digital 5.1) - Английский (Dolby Digital 2.0 Stereo) | - 22 серии - 8-дисковый выпуск (7 DVD и 1 CD-ROM) - 1.33:1 полный экран - Английский (Dolby Digital 5.1) - Английский (Dolby Digital 2.0 Stereo) | - 22 серии - 8-дисковый выпуск (7 DVD и 1 CD-ROM) - 1.33:1 полный экран - Английский (Dolby Digital 5.1) - Английский (Dolby Digital 2.0 Stereo) | - Аудио- и видеокомментарии Адриана Пола к сериям «The Return of Amanda» и «Revenge of the Sword». - Комментарии Билла Панцера и/или Дэвида Абрамовица ко всем сериям. - Пропущенные сцены - «Watcher Chronicles» : профили персонажей - Скрипты всех серий S - Биографии режиссёра и актёров - График съемок «Studies in Light», «Turnabout» и «Unholy Alliance». - Игра-викторина - Фотогалерея |
| Даты выпуска | | | - Аудио- и видеокомментарии Адриана Пола к сериям «The Return of Amanda» и «Revenge of the Sword». - Комментарии Билла Панцера и/или Дэвида Абрамовица ко всем сериям. - Пропущенные сцены - «Watcher Chronicles» : профили персонажей - Скрипты всех серий S - Биографии режиссёра и актёров - График съемок «Studies in Light», «Turnabout» и «Unholy Alliance». - Игра-викторина - Фотогалерея |
| Region 1 | | | - Аудио- и видеокомментарии Адриана Пола к сериям «The Return of Amanda» и «Revenge of the Sword». - Комментарии Билла Панцера и/или Дэвида Абрамовица ко всем сериям. - Пропущенные сцены - «Watcher Chronicles» : профили персонажей - Скрипты всех серий S - Биографии режиссёра и актёров - График съемок «Studies in Light», «Turnabout» и «Unholy Alliance». - Игра-викторина - Фотогалерея |
| 29 июля 2003 | | | - Аудио- и видеокомментарии Адриана Пола к сериям «The Return of Amanda» и «Revenge of the Sword». - Комментарии Билла Панцера и/или Дэвида Абрамовица ко всем сериям. - Пропущенные сцены - «Watcher Chronicles» : профили персонажей - Скрипты всех серий S - Биографии режиссёра и актёров - График съемок «Studies in Light», «Turnabout» и «Unholy Alliance». - Игра-викторина - Фотогалерея |

## Комментарии
1. ↑  
Модо уже появлялся в роли Мориса в серии „Союз нечестивых, часть 2“», отмечен в титрах как приглашённый актёр.